# Menudo: la película
Menudo: la película es una coproducción fílmica puertorriqueño-venezolana realizada en 1982, con la participación estelar del quinteto juvenil Menudo. La cinta fue filmada por completo en Venezuela y dirigida por Alfredo Anzola. Su estreno se llevó a cabo el 10 de febrero de 1982 en Caracas.

## Argumento
El grupo Menudo llega a Venezuela para hacer una gira de conciertos por todo el país y reencontrarse con sus fanáticas. Mientras los cinco integrantes viajan de un lado a otro durante la gira, deben también enfrentar algunas situaciones personales:
- Johnny anhela reunirse con Belisa, una niña puertorriqueña de la que se enamoró, ya que ella le dijo que también estaría en Venezuela durante sus presentaciones. El grupo concluye labores y se alista para volver a la isla, Johnny se ha resignado a no ver a Belisa pero, justo antes de abordar el avión, ella aparece.

- Xavier se hace muy amigo de "Rayito", la hija del director venezolano de la gira. Ella lo ama en secreto pero, al final, deciden quedar como amigos.

- Ricky sufre una infección en la garganta durante uno de los conciertos y debe ser hospitalizado, y su ausencia amenaza la cancelación de las presentaciones restantes, sin embargo él mismo decide darse de alta para que ello no ocurra.

- Marisela Buitrago Marión, una niña rica pero bastante creída y arrogante, hija del empresario que llevó a Menudo a Venezuela, aparece insistentemente en todos los lugares adonde va el grupo y casi siempre en compañía de su chofer y fotógrafo, 'persiguiendo' a René de una manera bastante especial.

Dentro de la película, las historias de cada integrante se intercalan con canciones extraídas de las presentaciones reales del quinteto durante su estadía en territorio venezolano: Súbete a mi moto, Claridad, Rock en la TV, Sólo tú sólo yo, Me voy a enamoriscar, Fuego, Ella-ah-ah, Quiero ser y Mi banda toca rock, entre otras.

## Locaciones
Las canciones en vivo fueron grabadas durante uno de sus conciertos celebrado en la Plaza de Toros de Mérida, mientras que las demás escenas se realizaron en un hotel de la capital venezolana y en otros lugares del país.
Las escenas finales se rodaron en el aeropuerto Simón Bolívar.

## Reparto
- Grupo Menudo (René, Xavier, Johnny, Ricky, Miguel) ... Ellos mismos
- Thais Gómez ... "Rayito"
- Maigualida Escalona ... Belisa
- Marisela Buitrago ... Marión
- Luis Rivas ... Chofer y fotógrafo de Marión
- Alfonso Urdaneta ... Mánager de Menudo en Venezuela
- Humberto García ... Padre de Marión
- Lucía Sanoja ... Nakarid (no aparece en los créditos)